# Place du Puits-Salé
La place du Puits-Salé est la place la plus connue de Dieppe. À l'angle des rues piétonnes, Grande Rue et rue de la Barre, attenant aux rues Saint-Jacques, d'Écosse et Victor-Hugo, non loin de la rue du 19 août 1942 rappelant le Raid de Dieppe. Le lieu est mentionné dans des documents d'archive dès 1282, sous le nom de « Puteus Salsus ». Son puits, conçu par l’architecte Fernand Miellot (1882-1952), remplace depuis 1930 l’ancienne fontaine du Puits-Salé, où le fontainier Pierre Toustain achemina, en 1558, les eaux de la source de Saint-Aubin-sur-Scie. 
Sur cette place se situe le « café des Tribunaux », dont les colombages, de style néo-normand, datent des années 1920. 
Cet édifice qui existerait depuis 1709, n’est un café que depuis la fin du XIXe siècle. Il s'y est tenu quelques réunions du conseil municipal[Quand ?] après la destruction de l’Hôtel de Ville.

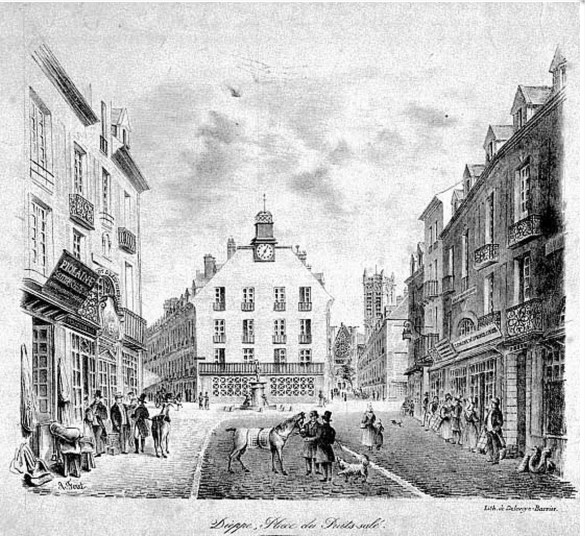
Place du Puits-Salé vers 1850. Le bâtiment d'angle n'est pas encore un café.
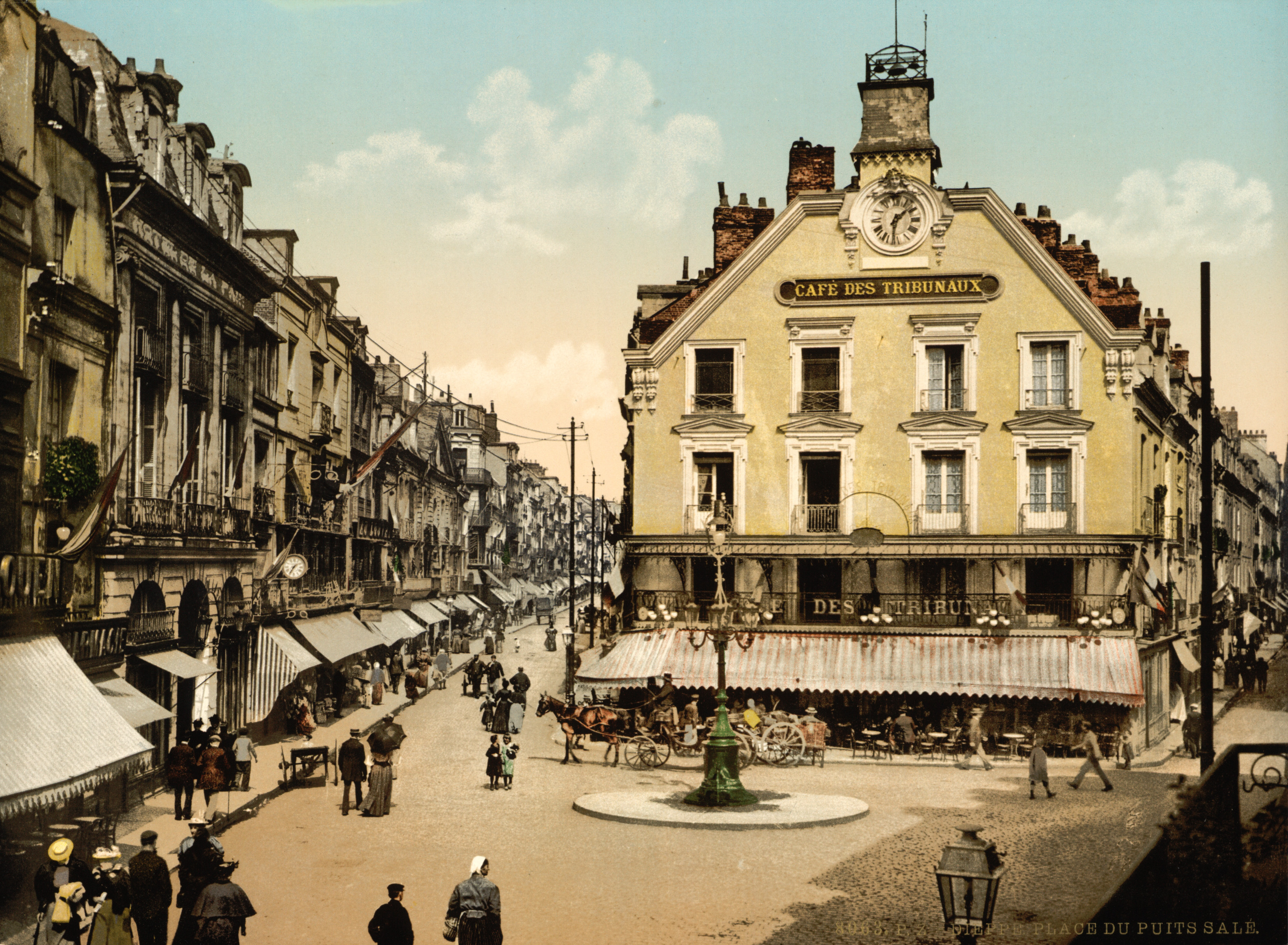
Place du Puits-Salé et Café des Tribunaux en 1895. Le bâtiment d'angle aménagé en café.
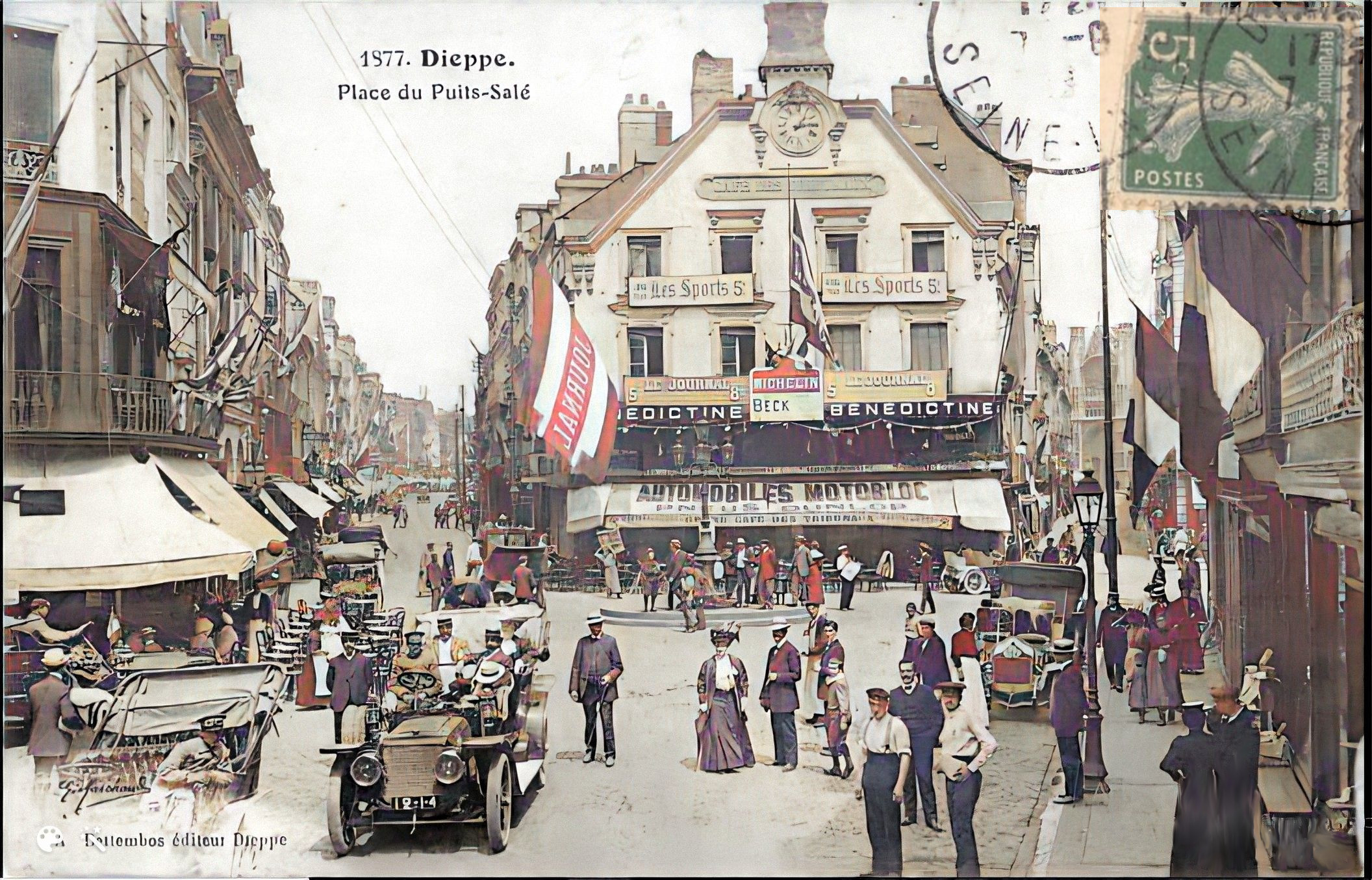
Café des Tribunaux en 1908. Vraisemblablement prise lors du Grand Prix automobile de France 1908
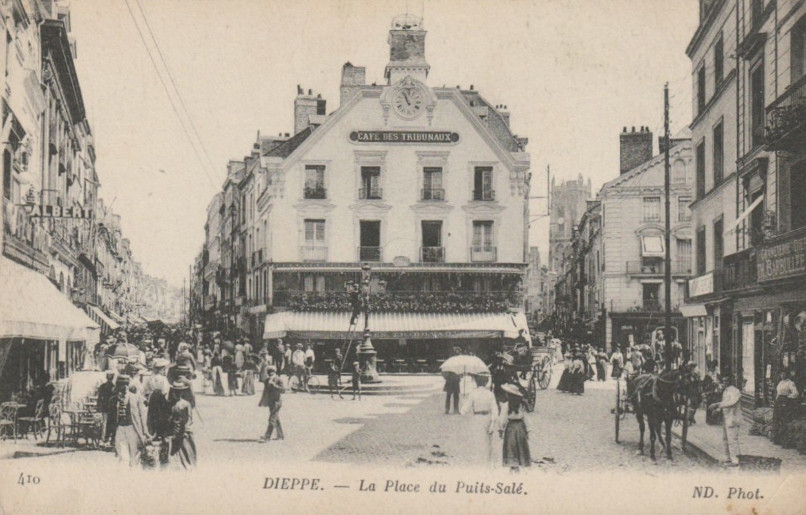
Place du Puits-Salé 1910 On remarque l'allumeur de réverbères sur son échelle à l'arrière-plan.
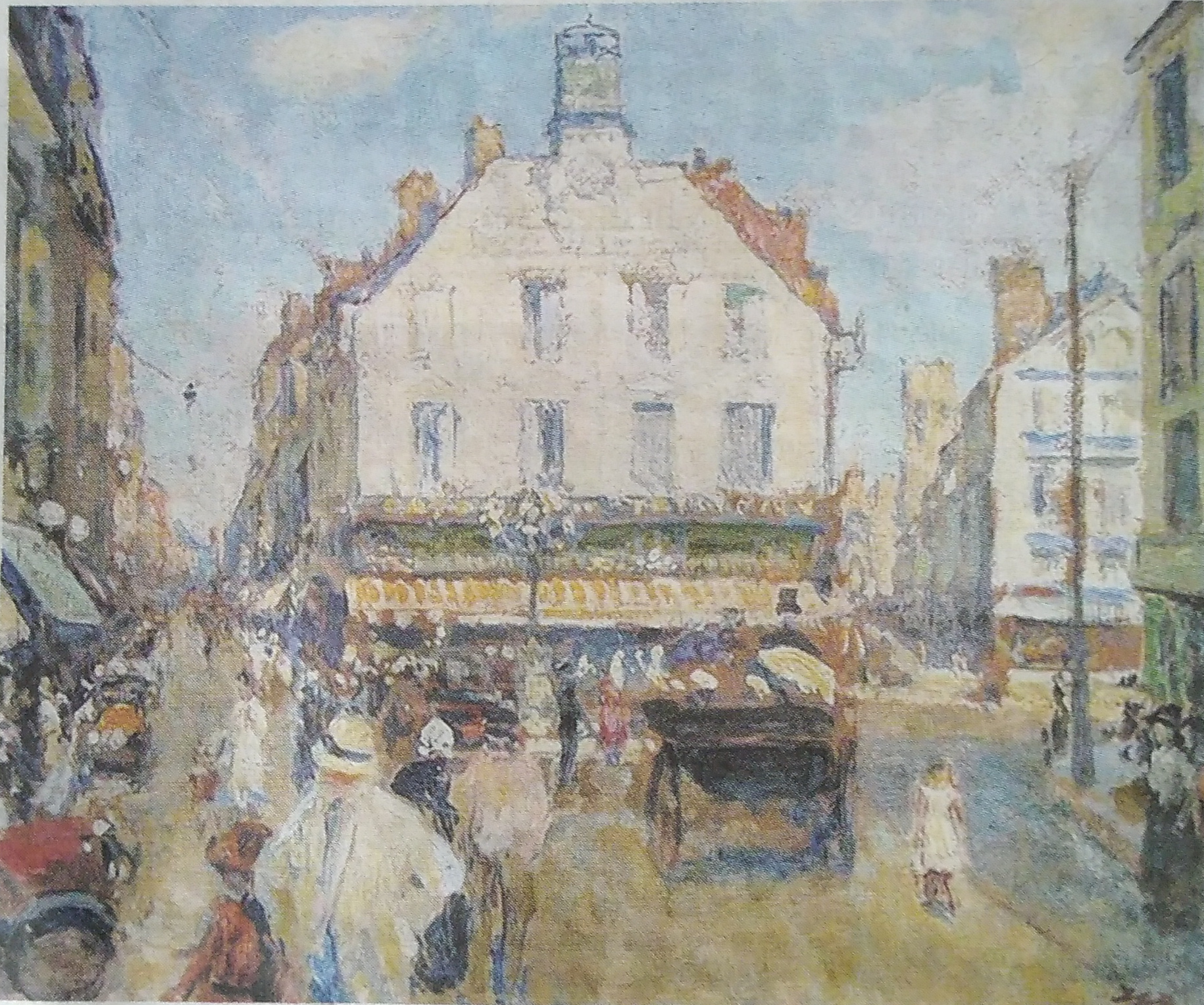
Place du Puits-Salé Dieppe, peint par Jacques-Émile Blanche, 1929
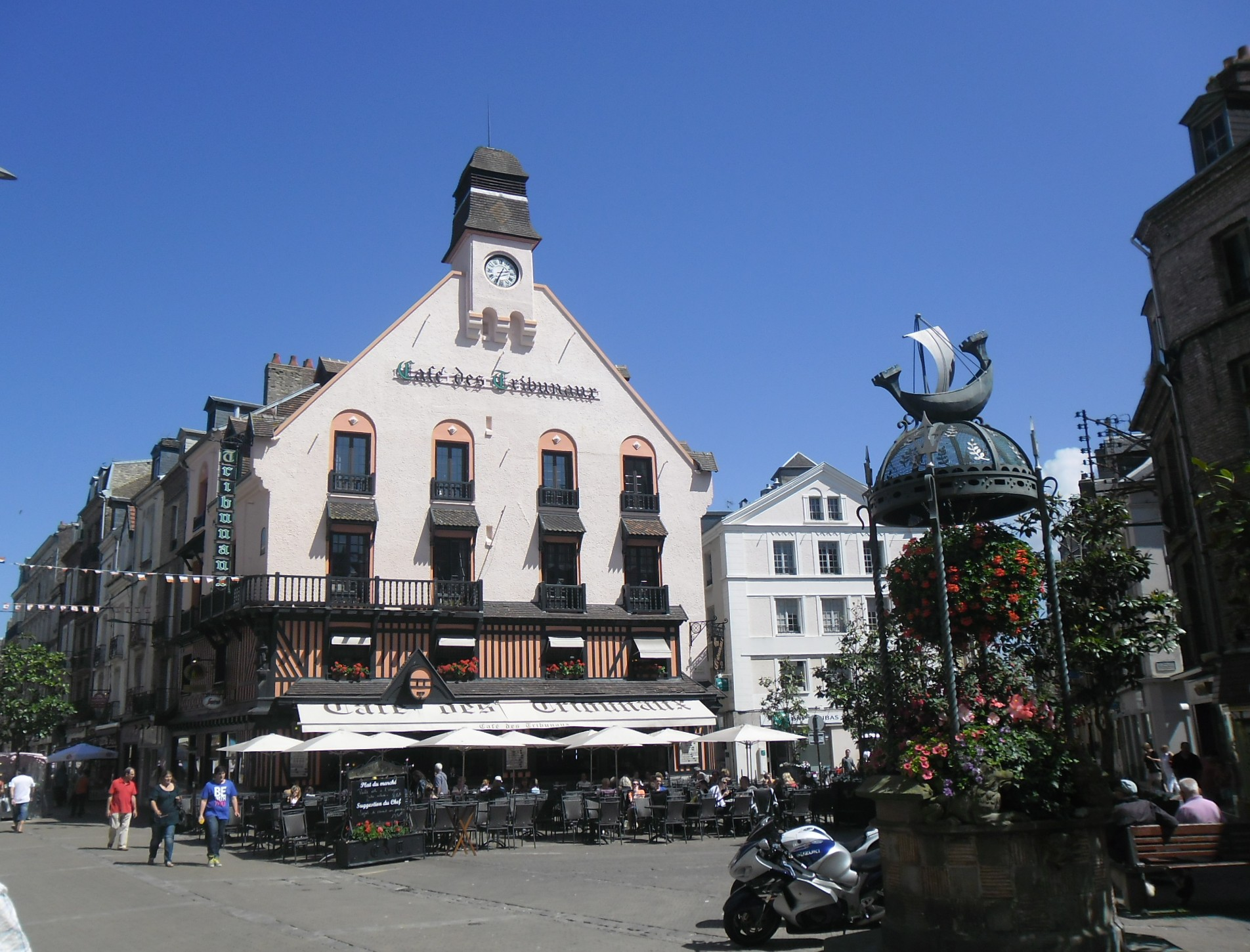
Place du Puits-Salé et Café des Tribunaux en 2012.